# 李振南
李振南，字翼臣，贵州贵阳人，清朝政治人物、進士出身。
同治七年（1868年）戊辰科進士，二甲六十八名，改翰林院庶吉士，散館授編修，官至江南道監察御史。